# Xã Marion, Quận Shelby, Indiana
Xã Marion (tiếng Anh: Marion Township) là một xã thuộc quận Shelby, tiểu bang Indiana, Hoa Kỳ. Năm 2010, dân số của xã này là 1.923 người.